# Lerskädda
Lerskädda (Hippoglossoides platessoides) är en plattfisk i familjen spättor. Den kallas även lerflundra och bonde.

## Utseende
Lerskäddan är avlång och tunn med en konvex bakkant på stjärtfenan. Blindsidan (vänstersidan) är blåvit. Den har en kraftig mun och småtaggiga fjäll som gör att huden känns sträv. Arten kan bli drygt 80 cm lång och nå en vikt av 6,4 kg.

## Vanor
Arten är en bottenfisk som föredrar mjuka bottnar (sand och dy) och kan leva från några 10-tal meters djup till 3 000 meter. Vanligtvis håller den sig dock inom ett djup på 90 – 250 meter. Den föredrar vattentemperaturer mellan -0.5 och 2.5°C. Arten kan bli åtminstone 30 år gammal. Födan består av ryggradslösa djur som maskar, sjöborrar, ormstjärnor, kräftdjur och småfisk (fiskyngel). Själv utgör den föda för fiskar som torskfiskar, hälleflundra och rockor.

### Fortplantning
Lerskäddan blir könsmogen vid 2 till 3 års ålder i södra delen av utbredningsområdet; längre norrut tar tillväxten längre tid. Den leker under våren, då honan kan lägga mellan 50 000 och 300 000 ägg som kläcks efter omkring 2 veckor. Både ägg och de unga larverna är pelagiska.

## Utbredning
Arten finns i Nordatlanten från Rhode Island i USA till södra Labrador i Kanada och vidare via Grönland och Island till Brittiska öarna och Bretagne samt norrut längs Norges kust till Vita havet och Spetsbergen. Lerskäddan går in i Skagerack, Kattegatt och sydvästra Östersjön.

## Taxonomi
Arten delas upp i två underarter:
- H. platessoides platessoides med utbredning i nordvästra delen av Atlanten, och
- H. platessoides limandoides med utbredning i nordöstra delen.[4]

## Ekonomisk betydelse
Arten fiskas i förhållandevis stor mängd, men används främst som industrifisk.